# Piazza al Serchio
Piazza al Serchio är en ort och kommun i provinsen Lucca i regionen Toscana i Italien. Kommunen hade 2 250 invånare (2018).